# كريستيان نيرن
كريستيان نيرن (بالإنجليزية: Kristian Nairn)‏ (مواليد 25 نوفمبر 1975) ممثل أيرلندي اشتهر عن دور هودور في سلسلة غيم أوف ثرونيس.

## روابط خارجية
- الموقع الرسمي
- كريستيان نيرن على موقع IMDb (الإنجليزية)
- كريستيان نيرن على موقع ألو سيني (الفرنسية)
- كريستيان نيرن على موقع أول موفي (الإنجليزية)
- كريستيان نيرن على موقع قاعدة بيانات الفيلم (الإنجليزية)
- كريستيان نيرن على موقع كينوبويسك (الروسية)